# La Ribereta
La Ribereta és una caseria que pertany a l'antic terme de Sapeira, agregat el 1970 al terme municipal de Tremp. Abans del febrer del 1847 pertanyia a l'ajuntament d'Espills. Està situada a l'oest de l'actual cap de municipi, a prop de la riba esquerra de la Noguera Ribagorçana. Forma part del sector sud-oest de l'antic municipi de Sapeira, i està situada a la petita vall del barranc de Gargalló, al sud-oest del Serrat de la Roca Roia, al lloc conegut com la Solana de la Roca Roia.
La Ribereta no disposa de capella pròpia. Sí, en canvi, un dels seus masos: el mas Alturo, que té la capella de sant Pau.
Ribera és un nom comú que actualment s'entén per aquella porció de terra que és immediata a un curs d'aigua, però antigament, servia per a designar el mateix curs d'aigua. Un exemple és el riu anomenat Ribera Salada, al Solsonès. En aquest cas, la caseria de la Ribereta pren el nom del barranc, afluent de la Noguera Ribagorçana que té als seus peus.
Vers 1900 ja és citada la caseria de la Ribereta; com a disseminat del terme de Sapeira, hi consten unes 25 masies escampades.